# Aleksandar Savić
Aleksandar Savić (Zagabria, 1923 – Jadovno, luglio 1941) è stato un attivista e partigiano croato.
Fu ucciso durante l'Olocausto nello Stato Indipendente di Croazia.

## Biografia
Nacque a Zagabria in una famiglia ebraica, figlio di Miroslav Savić e Ina Juhn-Broda. Il padre cambiò il cognome della famiglia da Schwarz a Savić per via del crescente antisemitismo degli anni trenta.
Si unì alla Lega della Gioventù Socialista di Jugoslavia (in serbo-croato: Savez komunističke omladine Jugoslavije, SKOJ) durante gli anni del liceo, fu influenzato da Beno Stein (comunista croato e medico internista il cui appartamento era uno dei luoghi di incontro preferito dagli intellettuali di sinistra) e dalle attività comuniste della madre. Savić frequentò il ginnasio di Zagabria, dove guidò le attività dello SKOJ. Riunì la gioventù dello SKOJ e tenne riunioni illegali nel suo appartamento.
Con la nascita dello Stato Indipendente di Croazia nel 1941, si unì al movimento di resistenza croato partecipando alla stesura degli slogan antifascisti e alla distribuzione dei volantini. Il 24-25 maggio 1941 fu arrestato con un gruppo di 165 giovani ebrei. Fu deportato nel Campo di concentramento di Danica e successivamente nel campo di concentramento di Jadovno, dove fu ucciso dagli Ustascia nel luglio 1941.